# Пашковщина
Пашковщина (біл. вёска Пашкоўшчына) — село в складі Мядельського району Мінської області, Білорусь. Село підпорядковане Княгининській сільській раді, розташоване в північній частині області.

## Історія
З 1793 після другого розділу Речі Посполитої Пашковщина, як і вся Вілейщина, входила до складу Російської імперії, був утворений Вілейський повіт у складі спочатку Мінської губернії, а з 1843 - Віленської губернії.
У 1921–1945 роках маєток знаходилось у Польщі, у Вільнюськім воєводстві, Вілейського повіту, у гміні Костеневичі.

## Населення
- 1921 рік — 33 людини, 1 будинків[1]
- 1931 рік — 26 людини, 3 будинків[2].